# 第34回全国高等学校野球選手権大会
第34回全国高等学校野球選手権大会（だい34かいぜんこくこうとうがっこうやきゅうせんしゅけんたいかい）は、1952年8月13日から8月20日まで甲子園球場で行われた全国高等学校野球選手権大会である。

## 概要
この大会から、背番号が導入された。
また、民放ラジオ局の朝日放送での実況中継放送が始まった。

## 代表校
| 地方大会 | 代表校   | 出場回数      |
| -------- | -------- | ------------- |
| 北海道   | 函館西   | 初出場        |
| 奥羽     | 盛岡商   | 16年ぶり2回目 |
| 東北     | 山形南   | 初出場        |
| 北関東   | 水戸商   | 3年ぶり4回目  |
| 山静     | 都留     | 初出場        |
| 南関東   | 成田     | 4年ぶり4回目  |
| 東京     | 日大三   | 12年ぶり3回目 |
| 神奈川   | 法政二   | 初出場        |
| 信越     | 松商学園 | 3年連続11回目 |
| 北陸     | 敦賀     | 2年連続13回目 |
| 愛知     | 愛知     | 初出場        |
| 三岐     | 岐阜工   | 初出場        |

| 地方大会 | 代表校   | 出場回数      |
| -------- | -------- | ------------- |
| 京津     | 山城     | 2年ぶり2回目  |
| 紀和     | 新宮     | 2年ぶり2回目  |
| 大阪     | 八尾     | 20年ぶり3回目 |
| 兵庫     | 芦屋     | 2年連続5回目  |
| 東中国   | 境       | 初出場        |
| 西中国   | 柳井商工 | 初出場        |
| 北四国   | 松山商   | 2年ぶり13回目 |
| 南四国   | 鳴門     | 2年ぶり2回目  |
| 福岡     | 三池     | 初出場        |
| 西九州   | 長崎商   | 26年ぶり3回目 |
| 東九州   | 津久見   | 初出場        |

## 試合結果

### 1回戦
- 松山商 10 - 4 津久見
- 愛知 2 - 1 三池（延長11回）
- 函館西 0 - 0 岐阜工（延長12回・日没引き分け）
- 函館西 7 - 1 岐阜工（再試合）
- 水戸商 5 - 0 都留
- 成田 2 - 0 山城
- 新宮 1 - 0 法政二
- 芦屋 12 - 1 山形南

### 2回戦
- 八尾 6 - 0 盛岡商
- 日大三 4 - 0 境
- 柳井商工 3 - 0 松商学園
- 長崎商 2 - 0 敦賀
- 松山商 3 - 1 鳴門
- 芦屋 2 - 0 新宮
- 成田 6 - 3 水戸商
- 函館西 7 - 3 愛知

### 準々決勝
- 長崎商 1 - 0 日大三（延長11回）
- 芦屋 2 - 0 柳井商工
- 八尾 4 - 0 松山商
- 成田 4 - 1 函館西（延長15回）

### 準決勝
- 八尾 1 - 0 長崎商
- 芦屋 3 - 0 成田

### 決勝
8月20日
|      | 1 | 2 | 3 | 4 | 5 | 6 | 7 | 8 | 9 | R | H | E |
| ---- | - | - | - | - | - | - | - | - | - | - | - | - |
| 芦屋 | 1 | 0 | 0 | 0 | 0 | 0 | 3 | 0 | 0 | 4 | 6 | 1 |
| 八尾 | 1 | 0 | 0 | 0 | 0 | 0 | 0 | 0 | 0 | 1 | 9 | 2 |

1. （芦）：植村 - 石本
2. （八）：木村 - 植田
3. 審判
［球審］高瀬
［塁審］久保田・大槻・小林
4. 試合時間：2時間1分

| 芦屋 | 芦屋 | 芦屋              |
| 打順 | 守備 | 選手              |
| ---- | ---- | ----------------- |
| 1    | [三] | 西川栄一（3年）   |
| 2    | [二] | 本屋敷錦吾（2年） |
| 3    | [中] | 土河次郎（3年）   |
| 4    | [捕] | 石本健三郎（3年） |
| 5    | [投] | 植村義信（3年）   |
| 6    | [左] | 加本偉（3年）     |
| 7    | [遊] | 堀口武彦（3年）   |
| 8    | [一] | 増田芳之（3年）   |
| 9    | [右] | 町田至（3年）     |

| 八尾 | 八尾 | 八尾            |
| 打順 | 守備 | 選手            |
| ---- | ---- | --------------- |
| 1    | [遊] | 西井福男（3年） |
| 2    | [左] | 清水良一（3年） |
| 3    | [右] | 法元英明（3年） |
| 4    | [中] | 元橋一登（3年） |
| 5    | [投] | 木村保（3年）   |
| 6    | [一] | 清水宏美（3年） |
| 7    | [捕] | 植田勇（2年）   |
| 8    | [二] | 橋本実（2年）   |
| 9    | [三] | 平岡孝司（2年） |

## その他の主な出場選手
- 橋本力（函館西）
- 渡部久仁男（函館西）
- 加倉井実（水戸商）
- 矢頭高雄（都留）
- 西村一孔（都留）
- 高橋正雄（成田）
- 若杉輝明（日大三）
- 斎田忠利（法政二）
- 中村忠男（法政二）
- 小坂佳隆（法政二）
- 吉沢岳男（松商学園）
- 堀内庄（松商学園）

- 中村修一郎（松商学園）
- 大橋一郎（愛知）
- 川崎啓之介（新宮）
- 拝藤宣雄（境）
- 松本春男（境）
- 森永勝治（柳井商工）
- 佐野洋右（松山商）
- 空谷泰（松山商）
- 小川滋（松山商）
- 日野美澄（鳴門）
- 太田正男（長崎商）
- 河津憲一（長崎商）